# Carlos Pérez Siquier
Pour les articles homonymes, voir Carlos Pérez et Pérez.
Carlos Pérez Siquier, né à Almería en 1930 et mort le 13 septembre 2021,, est un photographe espagnol.

## Biographie
Carlos Pérez Siquier est considéré comme l'un des pionniers de l'avant-garde photographique en Espagne et l'un des créateurs les plus influents de la photographie espagnole.
Fondateur à la fin des années 1950 du collectif photographique AFAL (Agrupación Fotográfica Almeriense) et de la revue du même nom, il jette les bases du renouveau de la photographie documentaire en Espagne, provoquant une rupture radicale avec les conventions artistiques photographiques de l'époque, et rassemble autour de lui toute une génération de photographes comme Ramón Masats, Ricard Terré, Gabriel Cualladó, Francisco Ontañón (es), Xavier Miserachs, Paco Gómez Martínez (es), Alberto Schommer (es), et Oriol Maspons (es).
Après avoir fait ses premiers pas photographiques sur les plages de la ville et dans la zone portuaire occupée par des bateaux de pêche, Carlos Pérez Siquier, alors âgé de 26 ans, commence en 1956 à photographier — en noir et blanc — La Chanca, un quartier populaire de sa ville natale. Ce quartier très pittoresque, dont les rues conservent encore des caractéristiques de l'époque musulmane, s'étend de la limite sud-ouest de la ville jusqu'à l'Avenida del Mar (anciennement Rambla de la Chanca), à l'est et du Barranco Caballar au nord descend jusqu'au port de pêche au sud. Il y vient régulièrement et s'attache à montrer dans ses images les paysages et les habitants de La Chanca : maisons, grottes, coutumes, tâches quotidiennes, enfants, personnes âgées, femmes, mariages … Cette série, dans laquelle il affirme son style en photographiant la vie en marge de la société, produisant des images dans lesquelles on perçoit déjà le sens de l'humour qui marquera ses travaux ultérieurs, lui apporte la notoriété.
Dans les années 1960, Carlos Pérez Siquier décide de travailler en couleur et c'est ainsi qu'il photographie dans la décennie suivante le bouleversement culturel qui s'opère en Espagne après la mort de  Franco. Il photographie alors à nouveau La Chanca, mais cette fois en couleur, et avec ce changement technique, il renouvelle sa vision du quartier et produit des images au style différent alors que le sujet reste le même.
.

## Prix et récompenses
- 2003, Prix national de la photographie (Espagne)
- Médaille d'or de l'Andalousie
- 2005, Prix Pablo Ruiz Picasso des Arts plastiques
- En 2018, le ministère de la culture espagnol lui décerne la médaille d'or du mérite des beaux-arts[3].

## Collections
- Musée Reina Sofía
- Fondation Telefónica
- Collection Cualladó y Ordóñez-Falcó
- Centro Atlántico de Arte Moderno de Las Palmas
- Centro Andaluz de la Fotografía
- Académie royale des Beaux-Arts de Grenade

## Expositions
- La Chanca, todo un barrio [4], Instituto de Estudios Almerienses, Musée d'Almeria, du 7 février 2011 au 13 mars 2011
- Rétrospective 1957-2018 [5], Fotografie Forum Frankfurt, du 15 octobre 2022 au 15 janvier 2023

## Galerie
- Young Gallery à Knokke (Belgique) du 5 août au 12 septembre 2009

## Crédit d'auteurs
- (es) Cet article est partiellement ou en totalité issu de l’article de Wikipédia en espagnol intitulé « Carlos Pérez Siquier » (voir la liste des auteurs).